# South Deerfield
South Deerfield es un lugar designado por el censo ubicado en el condado de Franklin en el estado estadounidense de Massachusetts. En el Censo de 2010 tenía una población de 1.880 habitantes y una densidad poblacional de 222,59 personas por km².

## Geografía
South Deerfield se encuentra ubicado en las coordenadas 42°28′53″N 72°35′23″O / 42.48139, -72.58972. Según la Oficina del Censo de los Estados Unidos, South Deerfield tiene una superficie total de 8.45 km², de la cual 8.16 km² corresponden a tierra firme y (3.34%) 0.28 km² es agua.

## Demografía
Según el censo de 2010, había 1.880 personas residiendo en South Deerfield. La densidad de población era de 222,59 hab./km². De los 1.880 habitantes, South Deerfield estaba compuesto por el 94.79% blancos, el 0.69% eran afroamericanos, el 0.11% eran amerindios, el 2.18% eran asiáticos, el 0% eran isleños del Pacífico, el 0.85% eran de otras razas y el 1.38% pertenecían a dos o más razas. Del total de la población el 3.24% eran hispanos o latinos de cualquier raza.